# Попович Віталій Володимирович
ВІТАЛІЙ ВОЛОДИМИРОВИЧ ПОПОВИЧ
Народився 02 грудня 1983 року в м. Стебник Львівської області. Зростав і
навчався в Ірпені.
У 2003 році закінчив Академію державної податкової служби України і
здобув базову вищу освіту за напрямом підготовки «Економіка і
підприємництво» та кваліфікацію бакалавра з фінансів. У 2004 році
продовжив навчання в Національній академії державної податкової служби
України за спеціальністю фінанси і здобув кваліфікацію фінансиста.
Обожнював читати і цікавився сучасними технологіями. Знав англійську
мову та їдиш, вивчав німецьку. Працював одразу на трьох роботах у сфері
інформаційних технологій і науки.
У 2014 році проходив службу в зоні АТО на Донеччині та Луганщині,
зокрема брав участь у боях за Дебальцеве.
Маючи бойовий досвід, уже в перший день повномасштабного вторгнення
окупантів зі зброєю в руках став на захист рідної Ірпінської громади. У
складі ДФТГ тримав позиції на блокпосту «Караван Гала». 
Отримавши
важке поранення, був захоплений рашистами. Востаннє виходив на зв’язок
21 березня 2022 року. 
22 грудня 2023 року Україні вдалося повернути тіла
66 наших захисників — серед них був і Віталій. Ідентифікувати тіло
загиблого вдалося завдяки ДНК-тесту.
З’ясувалися обставини смерті:
виявилось, що росіяни вбили беззбройного пораненого воїна всупереч усім
нормам міжнародного права і законам ведення війни.
Героя поховали на Алеї Слави в Ірпені.
Нагороди
На позачерговій 45 сесії Ірпінської міської ради VIll скликання захиснику
України Віталію Поповичу присвоїли звання «Почесний громадянин міста Ірпеня» (посмертно) за мужність і героїзм, за вагомий внесок у зміцнення
обороноздатності держави.
| Емблема Збройних сил України | Це незавершена стаття про військового чи військову Збройних сил України. Ви можете допомогти проєкту, виправивши або дописавши її. |

1. ↑  Попович Віталій Володимирович. Книга Памʼяті. Процитовано 7 лютого 2025.
2. ↑  redaktor (26 вересня 2023). Ігор Володимирович СУХИХ. Ірпінь. Ірпінська міська рада (укр.). Процитовано 7 лютого 2025.